# Anamartus jelineki
Anamartus jelineki is een keversoort uit de familie bastaardglanskevers (Kateretidae). De wetenschappelijke naam van de soort werd in 1980 gepubliceerd door Audisio.